# Teodoro (patrício sob Justiniano)
Teodoro (em latim: Theodorus) foi um oficial bizantino do século VI, ativo sob o imperador Justiniano (r. 527–565). Aparece em 528, quando, como patrício e talvez mestre dos soldados vacante, foi enviado com Alexandre, Pompeu e Platão ao Oriente por conta das baixas no exército na guerra contra a Pérsia. Lá, recebeu o comando da guarnição de Edessa.